# Kanton Boulogne-sur-Mer-2
 Boulogne-sur-Mer-2  is een kanton van het Franse departement Pas-de-Calais. Het kanton maakt deel uit van het arrondissement  Boulogne-sur-Mer.
Het kanton Boulogne-sur-Mer-2 werd  gevormd ingevolge het decreet van 24 februari 2014 met uitwerking in maart 2015 met gemeenten uit de kantons  Boulogne-sur-Mer-Sud (3) en Le Portel (1), met een deel van Boulogne-sur-Mer zelf, tevens hoofdplaats

## Gemeenten
Het kanton omvat volgende gemeenten :
- Boulogne-sur-Mer - deels
- Baincthun
- Echinghen
- Le Portel
- Saint-Martin-Boulogne